# انگلهارتزشل آندر دنو
انگلهارتزشل آندر دنو (به آلمانی: Engelhartszell an der Donau) یک منطقهٔ مسکونی در اتریش است که در ناحیه شاردینگ واقع شده‌است. انگلهارتزشل آندر دنو ۱۹ کیلومتر مربع مساحت دارد ۳۰۲ متر بالاتر از سطح دریا واقع شده‌است.